# Saint-Jouin-de-Blavou
Saint-Jouin-de-Blavou település Franciaországban, Orne megyében. Lakosainak száma 307 fő (2022. január 1.). Saint-Jouin-de-Blavou Coulimer, Bellavilliers, Parfondeval, Pervenchères, Le Pin-la-Garenne, Saint-Denis-sur-Huisne és Belforêt-en-Perche községekkel határos.

## Népesség
A település népessége az elmúlt években az alábbi módon változott:
| Lakosok száma | 309  | 291  | 282  | 281  | 280  | 289  | 298  | 307  |
|               | 2013 | 2015 | 2017 | 2018 | 2019 | 2020 | 2021 | 2022 |